# Onofrio Fragnito
Onofrio Fragnito (San Giorgio La Molara, 2 novembre 1871 – Napoli, 1º marzo 1959) è stato un medico italiano, docente universitario.

## Biografia
Figlio di un agricoltore fortemente dedito alle sue terre e benvoluto da tutti, trascorre un'infanzia di giochi e di partecipazione spontanea ai lavori di campagna. Non ama molto la scuola per cui la madre e la zia sono costrette a vigilarlo durante l'esecuzione dei compiti.
La malattia improvvisa del padre lo costringe a maturare repentinamente. Abbandona la scuola e si occupa dell'azienda paterna; dopo due anni di angoscia il 3 marzo 1885, suo padre cessa di vivere. La proprietà viene venduta ed il ragazzo, che aveva sempre proiettato il suo futuro sulla scia del lavoro paterno, si domanda cosa avrebbe fatto oramai della sua vita.

## Gli studi
È la madre a prendere l'importante decisione: avrebbe continuato a studiare. Seguito dal canonico Andrea Paradiso, in soli 22 mesi di studio privato riesce a recuperare le lacune dovute alla mancata frequentazione delle lezioni per tutto quel tempo e nel luglio del 1889, a Benevento, consegue la licenza Ginnasiale con ottimi voti.
Si iscrive al Liceo classico di Benevento, dove si trasferisce e vive ospite presso dei lontani parenti; dimostra di avere grandi competenze sia nel latino che nel greco e, come testimoniato dal manoscritto Ricordi di un ottuagenario (neurologo per caso) di quei tempi, ricorda particolarmente il professore Niccolò Colombo a cui dà il merito di averlo indotto all'amore per la letteratura, specialmente per Leopardi, e di avergli insegnato l'arte sottile della scrittura.
Terminato il liceo, seppur appassionato delle materie umanistiche ed indirizzato dal professore di filosofia alla carriera di avvocato, segue le pressioni familiari e nel novembre del 1891 si iscrive alla facoltà di medicina dell'Università di Napoli.

## L'università
Durante il primo anno lo studio proposto sembra difficile e poco stimolante, egli sembra più interessato alle lezioni di Diritto Penale e Filosofia del Diritto tenute nell'adiacente facoltà di giurisprudenza.
L'amore per la medicina nasce al secondo anno, seguendo le lezioni di Istologia e Fisiologia generale del professor Giovanni Paladino; questi propone lunghe dimostrazioni microscopiche ed induce nella maggior parte degli allievi amore per l'indagine scientifica.
Onofrio si appassiona molto e, messosi in luce per la sua bravura, è ammesso a un internato che dura sino alla laurea; ad esso dedica la maggior parte del tempo non impegnato dalle lezioni.
Ben presto, per occasioni fortuite, conosce il professore Leonardo Bianchi, da lui venerato per professionalità e capacità didattiche.
Frequenta assiduamente le sue lezioni e condivide con lui aspirazioni future e progetti di studio.
Si accinge alla laurea ed è costretto ad improvvisare una tesi critica poiché quella istologica, alla quale aveva lavorato per lungo tempo durante l'internato, deve rimanere segreta in quanto sottoposta all'Accademia Pontaniana per un concorso al quale poi risulta vincitore; nonostante le pressanti domande la discussione risulta sicura e brillante.

## La carriera
Si rende conto che l'istologia da sola non avrebbe potuto offrirgli grandi sbocchi professionali per la mancanza in Italia di cattedre universitarie; essa doveva essere la base per ulteriori studi.
Appena possibile, nel novembre del 1897, entra nella Clinica neuropsichiatrica di Napoli come assistente volontario e vi rimane per dieci anni, sino a quando, per concorso, nell'agosto, assume la direzione del manicomio di Aversa.
Durante il primo anno segue le visite del direttore, presta assistenza in ambulatorio, segue le lezioni e prosegue i suoi studi istologici; l'anno seguente è promosso assistente ordinario ed è destinato all'infermeria femminile.
Quando nel 1899 muore Francesco Vizioli, direttore della Clinica Neuropatologica, essa è riunita alla Neuropsichiatrica dando così vita alla Clinica delle Malattie Nervose e Mentali sotto la comune direzione del professore Bianchi.
Alla fine de 1903 è promosso aiuto e per questo le sue mansioni aumentano; deve tenere due lezioni settimanali di semeiotica psichiatrica agli studenti ed in caso di assenza del professore deve sostituirlo.
Ad Aversa risulta estremamente necessaria una riorganizzazione della struttura e del lavoro e Fragnito istituisce nuovi reparti, tra cui quelli di osservazione che dirige personalmente aiutato da due assistenti, mentre si occupa dell'insegnamento dei nuovi metodi di assistenza ed apre un laboratorio scientifico aggiornando anche la Biblioteca della struttura.
Dopo soli quattro mesi gli viene proposta, tramite telegramma, una cattedra all'Università di Sassari, che ragionevolmente accetta riuscendo, però, a mantenere l'incarico di direttore del manicomio.
Questo periodo è molto importante anche per un altro aspetto della sua vita; nei mesi primaverili del 1910 si fidanza e l'8 aprile del 1911 si sposa con Paola Ferrari, figlia di aristocratici emiliani, che conosce a Modena nel corso dei frequenti viaggi lavorativi.
L'esperienza di vita quotidiana dei due si rivela affiatata, ella è completamente dedita alla crescita e all'educazione dei figli per permettere al marito di potersi concentrare con serenità sullo studio nonostante gli onerosi impegni di lavoro.
Nel 1912 inizia un nuovo incarico all'Università di Siena e il suo insegnamento è subito “ostacolato” dalla mancata disponibilità di ambienti adeguati e dall'arrivo della guerra.
Tra il 1915 ed il 1918 gli impegni aumentano vertiginosamente, la clinica conta tantissimi pazienti e ad essi si aggiungono quelli del Centro neurologico per feriti di nervi di cui diviene direttore. Trovandosi senza assistenti, inviati sul campo di battaglia, decide di impartire nozioni elementari di innervazione periferica e maneggio di apparecchi a delle ragazze che avevano espresso il desiderio di dare una mano al fine di poter seguire tutti i pazienti con maggiore facilità.
Raggiunta la pace, l'ordine delle cose si ristabilisce ed i ritmi lavorativi scemano leggermente. Tale serenità dura poco; ben presto, con proprio rammarico Fragnito è eletto all'unanimità Rettore della Facoltà.
Gli impegni sono così tanti che gli studi di laboratorio vengono praticamente interrotti; la difficoltà più grande da affrontare deriva dall'approvazione dell'allora nuova Legge Gentile, la quale crea non pochi problemi alle piccole Università.
La Facoltà rischia di chiudere e l'intera città confida nelle opere del Rettore per non perdere un pilastro della cultura e dell'economia comune; è necessario trovare dei fondi che suppliscano quelli dello Stato, destinati, oramai in gran parte, alle Grandi Facoltà. Con l'aiuto della banca Monte dei Paschi ed andando sovente a Roma tutto si risolve per il meglio.
Consapevole di non potersi “liberare” dall'incarico del Rettorato, dopo l'indecisione dovuta all'affetto provato per la città di Siena e per la sua gente, nel novembre del 1924 accetta la cattedra all'Università di Catania.
Il senso di libertà provato per la possibilità di riprendere gli studi di laboratorio è affievolito dalla profonda nostalgia del passato, dei compagni di lavoro di Siena e soprattutto dal sopraggiungere nel 1926 di un'altra carica da Rettore: le magnificenze condotte a Siena sono note in tutta Italia!

## Il rientro a Napoli
Il 25 marzo del 1927 la Facoltà “medico chirurga” di Napoli gli permette di insegnare nell'Università dove si era formato conferendogli 14 voti di preferenza su 21.
La prima lezione è un omaggio al caro docente Bianchi, da poco più di un mese deceduto:
tema “Le funzioni dei lobi frontali”; un successo vista la fiumana di studenti accorsi ad ascoltare.
Rimane nella clinica sino al 1942, anno in cui raggiunge il limite di età; negli anni lì trascorsi organizza ben tre lezioni di ambulatorio settimanali per gli studenti, ove cerca di trasmetter loro l'importanza dell'esperienza clinica e la pazienza nell'indagine ed è felice di vedere molti dei suoi studenti divenire dei grandi della medicina nazionale.
Muore nel 1959 all'età di 88 anni.